# Union pour la République (Mauritanië)
De Union pour la République (Arabisch: الإتحاد من أجل الجمهورية; Nederlands: Unie voor de Republiek) is een in 2009 opgerichte politieke partij in Mauritanië. De partij werd gesticht door Mohamed Ould Abdel Aziz, de militaire machthebber die in 2008 via een staatsgreep aan de macht was gekomen. Hij stelde zich kandidaat voor de presidentsverkiezingen van 2009 en gebruikte de UPR als platform. Na zijn verkiezingen tot president nam hij ontslag als leider van de UPR omdat het Mauritaanse staatshoofden niet is toegestaan lid te zijn van een politieke partij. In 2014 werd Ould Abdel Aziz als president herkozen.
Bij de parlementsverkiezingen van 2013 kwam de UPR uit het niets met 75 van de 146 zetels in de Nationale Vergadering en bij de parlementsverkiezingen van 2018 verwierf de partij 97 van de 156 zetels.
Mohamed Ould Ghazouani, een vertrouweling van Ould Abdel Aziz, werd in 2019 tot president van Mauritanië gekozen.